# 国鉄タ1900形貨車
国鉄タ1900形貨車（こくてつタ1900がたかしゃ）は、かつて日本国有鉄道（国鉄）およびその前身である鉄道省等に在籍した私有貨車（タンク車）である。

## 概要
1940年（昭和15年）6月7日にタム300形4両（ タム315、タム325、タム329、タム330→タ1900 - タ1903）の専用種別変更改造（濃硫酸→希硫酸）が行われ形式は新形式であるタ1900形とされた。
12 t積み希硫酸及びリン酸専用とされ、本形式の他に希硫酸（及びリン酸）を専用種別とする形式は、タ1370形（3両）、タ1400形（3両）、タム3500形（6両）、タラ300形（13両）、タサ400形（14両）、タサ2100形（1両）、タキ1450形（1両）、タキ1700形（31両）、タキ4700形（3両）、タキ4750形（6両）、タキ7600形（2両）、タキ19700形（6両）の12形式がある。
所有者は、全車日産化学工業（現・日産化学）でありその常備駅は、高山本線の速星駅であった。その後所有者は日本鉱業、日本硫硝酸統制、日本硫硝酸と変遷し最終的に再び日産化学工業へ名義変更された。（タ1904のみは更に北海道日産化学へ名義変更され五稜郭駅へ移動した。）
走り装置はシュー式であった為貨物列車の最高速度引き上げを目的とした1968年（昭和43年）10月1日ダイヤ改正には対応できず3両（タ1900 - タ1902）が1968年（昭和43年）9月30日に廃車となった。最後まで在籍した1両（タ1903）も1969年（昭和44年）2月26日に廃車となり、同時に形式消滅となった。
車体色は黒色。寸法関係は不明点が多く軸距は3,060 mm、実容積は8.1 m3、自重は10.3 t - 11.5 t、換算両数は積車2.4、空車1.2、走り装置はシュー式の二軸車で、最高運転速度は65 km/hであった。